# Окулярник помаранчеводзьобий
Окулярник помаранчеводзьобий (Zosterops rennellianus) — вид горобцеподібних птахів родини окулярникових (Zosteropidae). Ендемік Соломонових Островів.

## Опис
Довжина птаха становить 12 см, вага 12-17 г. Верхня частина тіла оливково-зелена, нижня частина тіла жовто-зелена. Дзьоб яскраво-оранжевий, лапи блідо-оранжеві.

## Поширення і екологія
Помаранчеводзьобі окулярники є ендеміками острова Реннелл. Вони живуть в середньому і нижньому ярусах рівнинного тропічного лісу.

## Поведінка
Помаранчеводзьобі окулярники харчуються комахами, павуками, насінням і дрібними плодами (зокрема Pipturus argenteus і Macaranga tanarius). Живуть поодинці або парами, часто приєднуються до змішаних зграй птахів. Гніздо чашоподібне, діаметром 2,5-5 см. В кладці 2 яйця.

## Збереження
МСОП класифікує цей вид як такий, що не потребує особливих заходів зі збереження. Це досить поширений птах в межах свого ареалу. За оцінками дослідників, популяція помаранчеводзьобих окулярників складає приблизно 11700 птахів.